# Алтуф'єво (садиба)
Садиба Алтуф'єво (рос. усадьба Алтуфьево) з Хрестовоздвиженською церквою — комплекс пам'яток садибної архітектури XVIII—XIX століть на півночі Москви.

## Географія
Розташовується у колишньому селі Алтуф'єво (нині — районі Ліанозово), безпосередньо NW від перетину МКАД та Алтуф'євського шосе, у парку площею 10,3 га на березі Алтуф'євського става.

## Історія
Село Алтуф'єво на річці Самотечці, у володінні Н. Д. М'якишева, відомо з 1585 року. Перша Хрестовоздвиженська церква збудована тут близько 1678 думним дворянином Н. В. Акинфієвим; відтоді в села була і друга назва — Воздвиженське. В 1760-ті роки Алтуф'єво перейшло у володіння В. І. Вельямінова, при якому було закладено садибу «в тринадцять покоїв» (1767) в стилі бароко, новий кам'яний храм і давно втрачений регулярний парк з двома ставками. В останній третині XVIII століття садиба декілька разів змінювали господарів і була знову перебудована при Куракіних в 1790-х роках (ймовірно, надбудований Куракіними другий поверх був дерев'яним). Сучасний вигляд головний будинок отримав під час господарювання Миколи Жеребцові в 1849—1861.
На 1852 рік в селі нараховувалось 209 селян, 36 дворів.
Останнім власником Алтуф'єво до 1917 був нафтовий промисловець Р. М. Ліанозов; ім'ям цієї родини досі називається район, в якому розташована садиба. При Ліанозові до будинку зробили прибудову.

## Пам'ятники

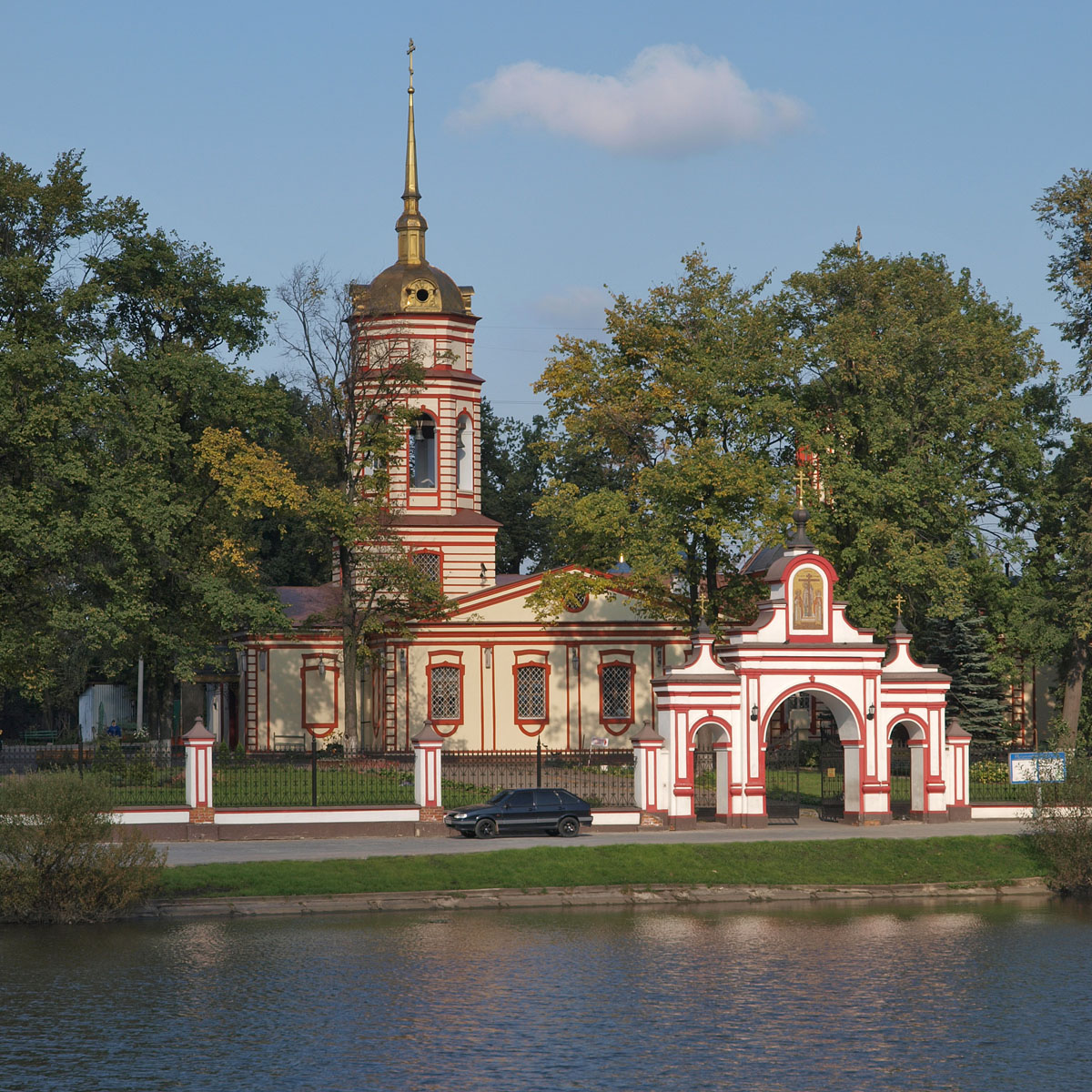
Дзвіниця Хрестовоздвиженської церкви.

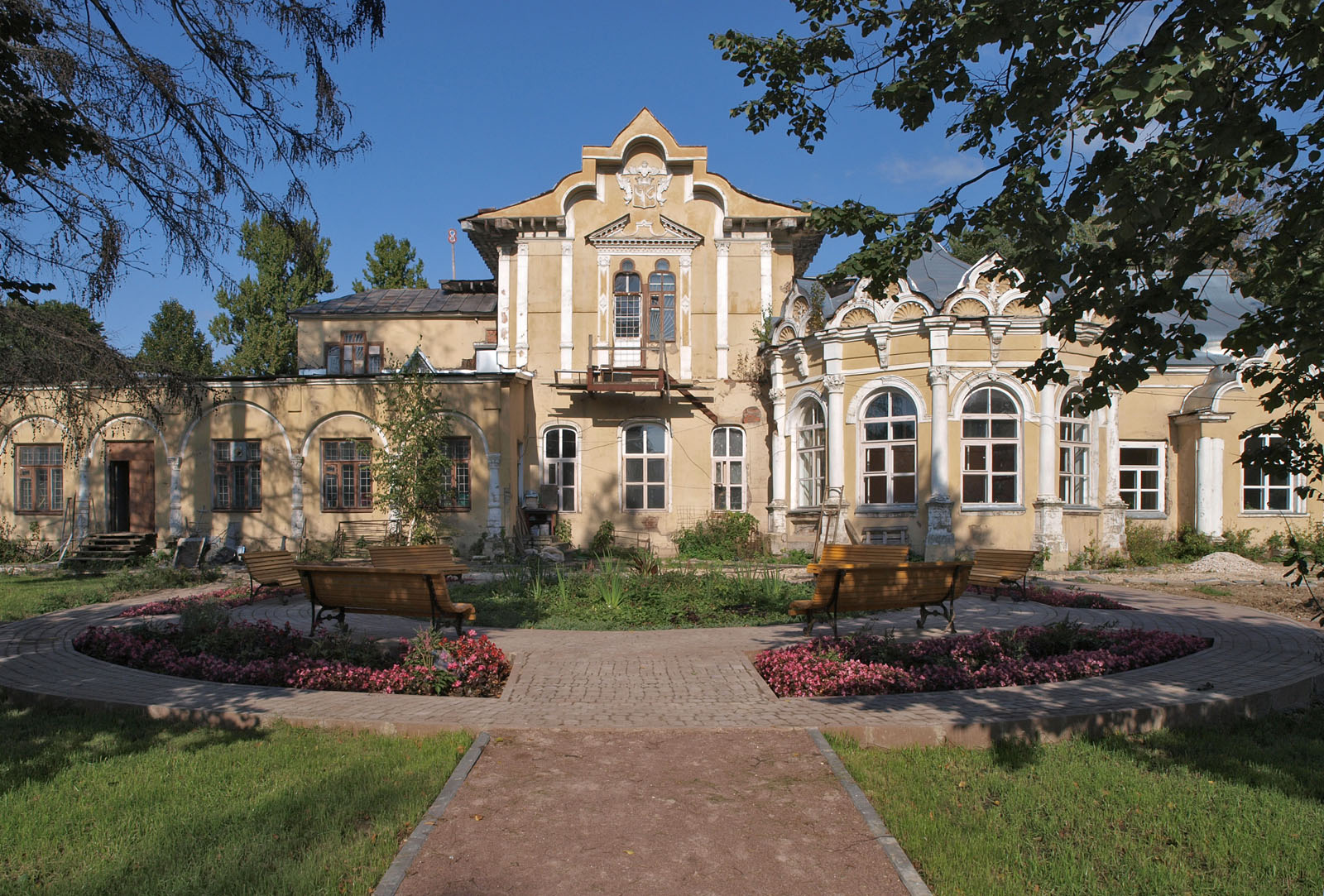
Головний будинок садиби Алтуфьево, 1850-е рр.

- Головний будинок з ядром споруди 1760-х рр.., від якої залишилися підвали і фрагменти стін першого поверху. Близько 1851 року за господарювання М. А. Жеребцова будинок отримав нинішній вигляд у дусі псевдоросійської еклектики. Над центральною частиною будинку був збудований дерев'яний мезонін з шатровим «бельведером». Південний фасад придбав білокам'яні колони і кілеподібними прикраси вікон і вхідного тамбура. На рубежі XIX—XX ст. будинок був ще раз реконструйований. У радянський час він втратив вежу-бельведер.
- Храм Воздвиження Хреста Господнього, побудований в 1760—1763. В 1993—1995 рр. церква отримала нову трапезну, що замінила невелику трапезну 1986 р. і нову дзвіницю. Після їх спорудження площа храму збільшилася більш ніж удвічі, але він не тільки втратив своїх пропорцій, але і приховав садибу що знаходиться на північний захід від церкви. Після того, як було пробито старовинне склепіння храму, пам'ятник втратив більшу частину своєї цінності при потуранні державних органів охорони пам'яток.
- Броварня— єдина вціліла господарська споруда кінця XVIII століття, в стилі зрілого класицизму, сильно перебудована на рубежі XIX—XX ст. і в радянський час.
- Флігель з льохами, XVIII—XIX століть
- Парк Алтуф'єво зі ставом. Ставкова вода по річці Самотечці (вона ж Алтуф'євська річка) потрапляє в Черм'янку, з неї — в Яузу.

## Зноски
Вікісховище має мультимедійні дані за темою: Алтуф'єво (садиба)
1. ↑  Постановление Совета Министров РСФСР № 1327 от 30.08.1960
2. ↑  Указатель селений и жителей уездов Московской губернии. Москва 1852. Архів оригіналу за 29 вересня 2012. Процитовано 23 липня 2016.